# Dorylus erraticus
Dorylus erraticus é uma espécie de formiga do gênero Dorylus.